# John Yuda Msuri
John Yuda Msuri (né le 9 juin 1979 à Dodoma) est un athlète tanzanien, spécialiste des courses de fond.
Il remporte la médaille de bronze lors des championnats du monde de semi-marathon 2001 et 2002, et obtient par ailleurs la médaille d'argent du cross long durant les Championnats du monde de cross-country 2002. En 2002, lors des Jeux du Commonwealth de Manchester, il se classe troisième de l'épreuve du 10 000 m, derrière les Kényans Wilberforce Talel et Paul Malakwen.